# Tomás Funes
Tomás Funes (Río Chico, Barlovento, Provincia de Caracas, Venezuela, 1855-San Fernando de Atabapo, Amazonas, Venezuela, 30 de enero de 1921) fue un militar venezolano.

## Biografía
Tomás Funes Guevara fue un militar, explotador de caucho para muchos un criminal venezolano que se hizo famoso durante los primeros años del siglo XX por su crueldad en las plantaciónes de caucho y balatá en el Amazonas venezolano. Nace en 1855  en la comunidad barloventeña de Río Chico, Provincia de Caracas (actual estado Miranda),  hijo no reconocido del General Manuel Guevara y de una joven mestiza de la comunidad de Cúpira.
Funes, de temperamento férreo, se alista muy joven en el ejército donde se distingue como oficial por su disciplina y valor, combatió bajo el mando de sus medios hermanos los generales Manuel y Lorenzo Guevara durante la Revolución Legalista del General Joaquín Crespo la cual triunfa, y pretende que Crespo lo nombre Jefe civil de la población de Guatire.   Al no ser aceptado desaparece de la escena política.
Reaparece en el escenario político militar venezolano cuando se une a la Revolución Libertadora de Manuel Antonio Matos, formando parte de dicha revolución en 1902 entabla combate en la población aragueña de La Victoria donde es vencido por las fuerzas del gobierno comandadas por el mismo Cipriano Castro presidente de la República. Funes es puesto preso en el Castillo de San Carlos de la Barra, lago de Maracaibo, de donde se fuga y se dedica a contrabandear.
Tomás Funes habitó a partir del año 1908 en el Municipio Río Negro. Antes de su aventura en el Amazonas, Funes trabajó como contabilista pero la poca renta que le producía su profesión lo decidió a aventurarse en la selva. Era la época de la fiebre del caucho. Aun cuando en Venezuela la explotación cauchera fue mucho más modesta que en Brasil y otros países de Suramérica, el caucho, el balatá y la sarrapia eran productos que también se encontraban y producían en las selvas venezolanas.

## Toma de Amazonas
El 8 de mayo de 1913 Funes encabeza el movimiento que toma por asalto la casa de gobierno del Territorio Federal Amazonas en San Fernando de Atabapo donde asesina al gobernador Roberto Pulido, a su esposa y a un número de personas (unas 460 personas, según se cuenta).  A Funes lo acompañan en tal acción Manuel María González y Sebastián González Perdomo, quien dirige el baño de sangre.
Después de eso simplemente asumió el poder como gobernador del Territorio Federal Amazonas. Como prueba de la idea de legalidad que tenía, primero le pidió permiso al presidente Juan Vicente Gómez, aspirando a que lo ratificara en el cargo. Gómez no le respondió pero tampoco ordena al Ejército a poner orden.  Entonces, según relata Funes en sus cartas, el gobierno colombiano le hizo una propuesta: si se unía a Colombia, Bogotá lo ratificaba.  Funes se negó airado y le mandó la información a Gómez. El general Gómez envía entonces al general Abelardo Gorrochotegui como nuevo gobernador, con el encargo de acabar con Funes, pero al ver que éste domina el territorio y la gente le obedece se devuelve para Caracas; el general Vicente Pérez Soto, gobernador del estado Bolívar, recomienda al Presidente Gómez que por los momentos deje las cosas así y no tome ninguna clase de represalia contra Funes. Por siete años Funes (en realidad los caucheros a través de él) gobernó de facto, sin reconocimiento del gobierno central, explotando el caucho sin rendir cuentas, esclavizando indígenas y sacando del camino a quien lo molestara (a él o a sus socios). El 31 de enero de 1921, el general Emilio Arévalo Cedeño reconocido guerrillero de la Revolución Constitucionalista y antigomecista, invadió San Fernando de Atabapo, captura y procesa a Tomás Funes hasta que finalmente lo fusila.
José Eustasio Rivera describiría a Funes en su novela La vorágine como un "bandido que debe más de seiscientas muertes. Puros racionales, porque a los indios no se les lleva el número".

## Hechos ocurridos en Amazonas durante la gobierno de Funes

### 1913
- 8 de mayo:  La Noche de los machetes: Muerte del Gobernador Roberto Pulido a manos de Funes y su banda y proclamación de éste como Gobernador.[4]

### 1914
- Inicio del trabajo de la comisión mixta de demarcación de límites entre Venezuela y Brasil.[4]

### 1915
- Inicia la navegación entre Maipures y la frontera brasileña el vapor General Castro el cual zozobra en 1917 al chocar contra una roca del río.[4]

### 1920
- El censo de este año arroja como resultado que el territorio cuenta con 48.940 habitantes, constituyendo el 1,97% del total nacional.[4]

### 1921
- 31 de enero: Muerte de Funes por fusilamiento a manos del general Emilio Arévalo Cedeño.

- Último año de San Fernando de Atabapo como capital del entonces Territorio Federal Amazonas ya que al año siguiente se muda la capital a Puerto Ayacucho actual capital.[4]